# Rudolf Prich
Rudolf Prich (ur. 6 sierpnia 1881 w Opawie, zm. 1940 w ZSRR) – podpułkownik dyplomowany cesarskiej i królewskiej armii oraz generał dywizji Wojska Polskiego. Ofiara zbrodni katyńskiej.

## Życiorys
Syn Jakuba urodzony 6 sierpnia 1881 w Opawie.
Od 1902 był oficerem artylerii w C. K. Armii. Według stanu z 1914 był kapitanem w korpusie sztabu generalnego ze starszeństwem z dniem 1 listopada 1911. Służył wówczas przy Sztabie Generalnym w Wiedniu. W tym charakterze pozostawał po wybuchu I wojny światowej. Został awansowany na majora sztabu generalnego z dniem 1 sierpnia 1916. 25 lipca 1918 został mianowany szefem Oddziału XX Ministerstwa Wojny w Wiedniu. 
15 kwietnia 1919 został przyjęty w stopniu podpułkownika do Wojska Polskiego i przydzielony do Naczelnego Dowództwa WP. W czerwcu 1919 objął stanowisko szefa sztabu Dowództwa Okręgu Generalnego „Lwów”, a w grudniu – szefa Oddziału I Sztabu Naczelnego Dowództwa. 15 kwietnia 1920 został przeniesiony do Sztabu Ministerstwa Spraw Wojskowych na stanowisko szefa Oddziału I. 29 maja 1920 został zatwierdzony z dniem 1 kwietnia 1920 w stopniu pułkownika, w artylerii, w grupie oficerów byłej armii austro-węgierskiej. W styczniu 1922 objął dowództwo 26 Dywizji Piechoty. 3 maja 1922 został zweryfikowany w stopniu pułkownika ze starszeństwem z dniem 1 czerwca 1919 roku i 6. lokatą w korpusie oficerów artylerii. 1 września 1923 został wyznaczony na stanowisko komendanta Doświadczalnego Centrum Wyszkolenia Armii w Rembertowie.

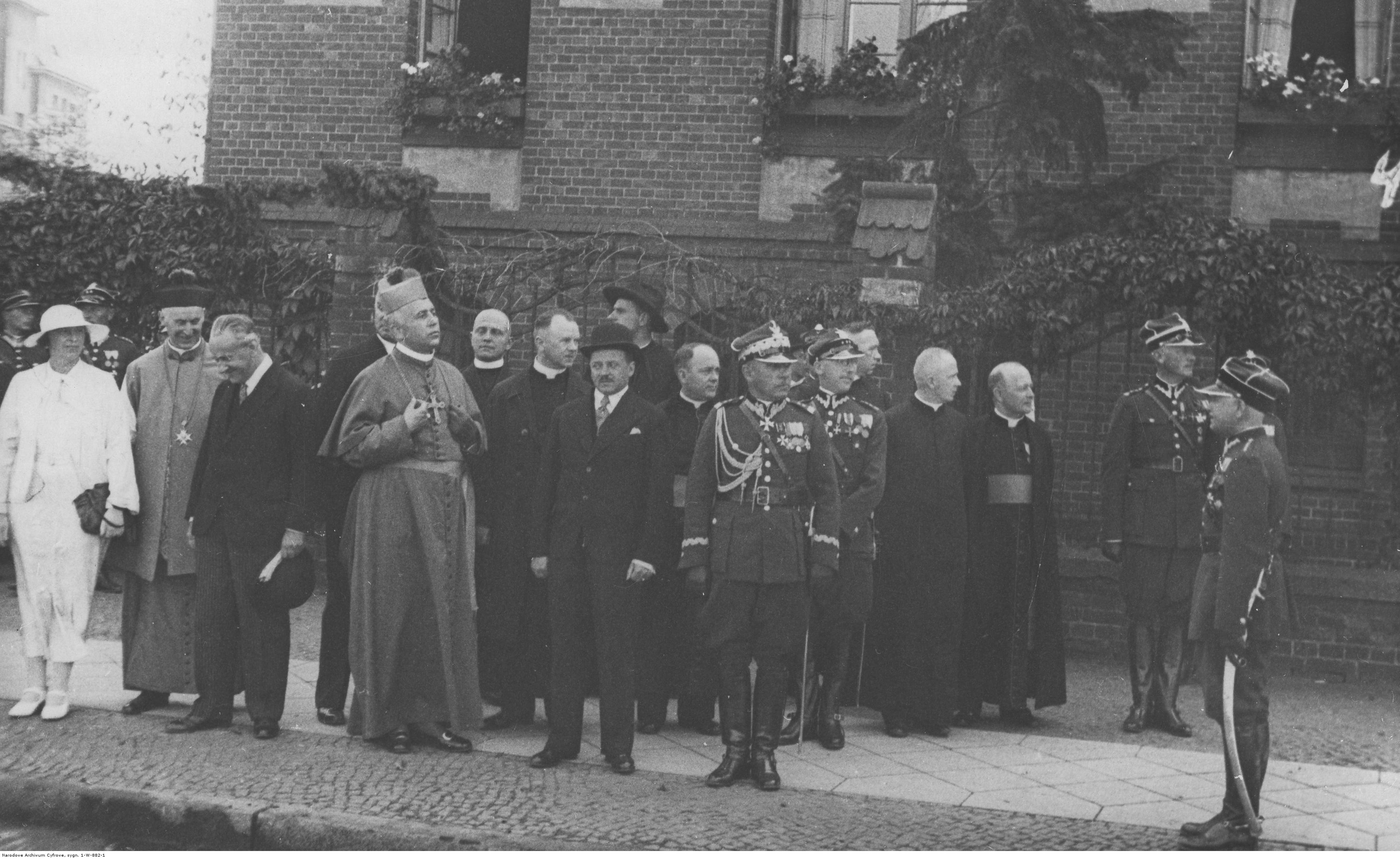
Promocja podchorążych w Szkole Podchorążych Artylerii – uczestnicy uroczystości; gen Rudolf Prich w centrum

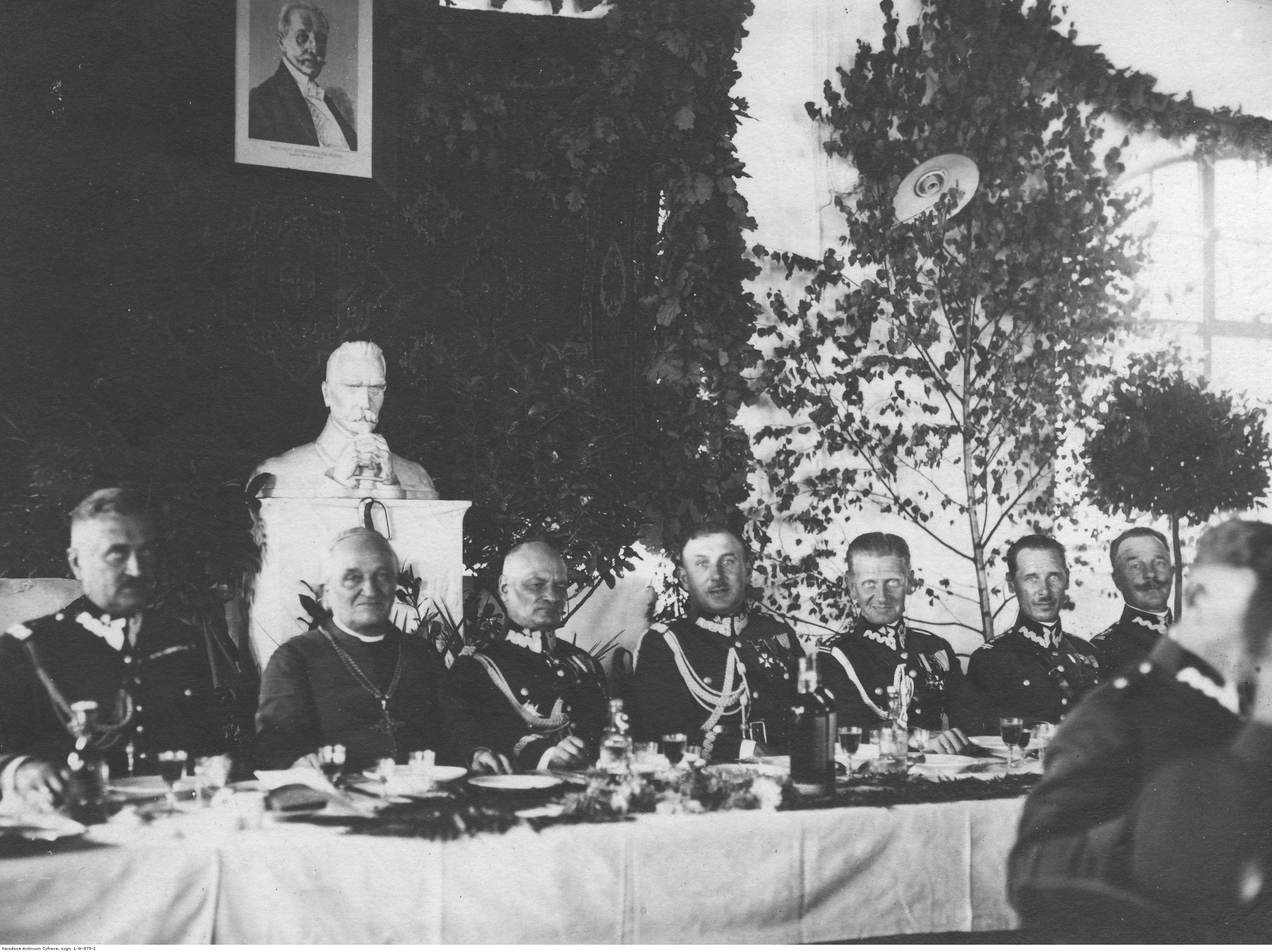
Promocja podchorążych w Szkole Podchorążych Artylerii – uroczyste śniadanie; gen. Rudolf Prich 4. z lewej

31 marca 1924 Prezydent RP Stanisław Wojciechowski na wniosek ministra spraw wojskowych, gen. dyw. Władysława Sikorskiego, awansował go na stopień generała brygady ze starszeństwem z dniem 1 lipca 1923 i 8. lokatą w korpusie generałów. Podczas przewrotu majowego 1926 roku opowiedział się po stronie władz legalnych. Od lipca 1926 do września 1935 pełnił funkcję komendanta Centrum Wyszkolenia Artylerii w Toruniu. 1 stycznia 1928 Prezydent RP Ignacy Mościcki awansował go do stopnia generała dywizji ze starszeństwem z dniem 1 stycznia 1928 i lokatą 2. w korpusie generałów. 31 grudnia 1935 został przeniesiony w stan spoczynku i następnie zamieszkał we Lwowie.
11 września 1939 gen. broni Kazimierz Sosnkowski mianował go dowódcą obrony obszaru Lwowa, sięgającego od Rawy Ruskiej po Dniestr (lub nawet Karpaty). Już następnego dnia gen. Prich osobiście kierował kontratakiem przeprowadzonym przez oddział Policji Państwowej i pluton z batalionu wartowniczego nr 61 na niemiecką grupę pościgową płk Ferdinanda Schörnera z 1 Dywizji Górskiej, która wjechała do miasta ulicą Gródecką. Od 16 września, po rozwiązaniu dowództwa obrony obszaru Lwowa, pozostawał w dyspozycji gen. bryg. Władysława Langnera, dowódcy obrony Lwowa.
W 1993 przyjęto błędną wersję, według której po zajęciu Lwowa przez Armię Czerwoną generał miał opuścić miasto, i że pod koniec września 1939 został zastrzelony przez Sowietów we wsi Jasienów Polny, między Horodenką a Śniatyniem przy granicy z Rumunią i tam pogrzebany. W 1994 okazało się bowiem, że nazwisko generała figuruje na Ukraińskiej Liście Katyńskiej pod numerem 2392. Powyższy dokument wskazuje, że generał został aresztowany przez NKWD i osadzony w więzieniu, prawdopodobnie na Zamarstynowie, a zamordowano go na terenie Ukrainy po 5 marca 1940. Dokładne miejsce i bliższe okoliczności śmierci w dalszym ciągu pozostają nieznane. Spoczywa na otwartym w 2012 Polskim Cmentarzu Wojennym w Kijowie-Bykowni.
Rodzinę gen. Pricha sowieci deportowali do Kazachstanu.

## Ordery i odznaczenia
- Krzyż Komandorski Orderu Odrodzenia Polski (10 listopada 1933)[18]
- Krzyż Oficerski Orderu Odrodzenia Polski (2 maja 1922)[19][20]
- Złoty Krzyż Zasługi (10 listopada 1928)[21]
- Medal Pamiątkowy za Wojnę 1918–1921
- Medal Dziesięciolecia Odzyskanej Niepodległości
- Wielki Oficer Orderu Trzech Gwiazd (1927, Łotwa)[22]
- Komandor z Gwiazdą Orderu Lwa Białego (1932, Czechosłowacja)[23]
- Kawaler Orderu Legii Honorowej (1921, Francja)[24]

- Order Korony Żelaznej 3 klasy z dekoracją wojenną (Austro-Węgry, przed 1916)[4] i z mieczami (przed 1918)[6]
- Krzyż Zasługi Wojskowej 3 klasy z dekoracją wojenną (Austro-Węgry, przed 1916)[4]
- Srebrny Medal Zasługi Wojskowej na wstążce Krzyża Zasługi Wojskowej (Austro-Węgry, przed 1918)[6]
- Brązowy Medal Zasługi Wojskowej na wstążce Krzyża Zasługi Wojskowej (Austro-Węgry, przed 1916)[4]
- Brązowy Medal Zasługi Wojskowej na czerwonej wstążce (Austro-Węgry, przed 1916)[4]
- Krzyż Jubileuszowy Wojskowy (Austro-Węgry, przed 1916)[4]